# Kristi Sogn (Vennebjerg Herred)
I Vennebjerg Herred lå frem til 1500-/1600-tallet det nu nedlagte Kristi Sogn. Sognet har ligget vest for Hjørring by og blandt andet den middelalderlige hovedgård Lundergård (i dag Sankt Hans Sogn) lå her.
 Der er for få eller ingen kildehenvisninger i denne artikel, hvilket er et problem. Du kan hjælpe ved at angive troværdige kilder til de påstande, som fremføres i artiklen.

|  | Denne artikel kan blive bedre, hvis der indsættes geografiske koordinater Denne artikel omhandler et emne, som har en geografisk lokation. Du kan hjælpe ved at indsætte koordinater i wikidata. |